# Лемматси
Ле́мматси (эст. Lemmatsi) — деревня в волости Камбья уезда Тартумаа, Эстония.
До административной реформы местных самоуправлений Эстонии 2017 года входила в состав волости Юленурме (упразднена).

## География и описание
Расположена в 6 км к уездного центра — города Тарту. Высота над уровнем моря — 64 метра.
Климат умеренный. Официальный язык — эстонский. Почтовый индекс — 61704.

## Население
По переписи населения 2021 года, в Лемматси насчитывалось 310 жителей, из них 300 (97,1 % ) — эстонцы.
По данным переписи населения 2011 года, в деревне проживали 250 человек, из них 242 (96,8 %) — эстонцы.
Численность населения деревни Лемматси по данным переписей населения:
| Год  | 1959 | 1970  | 1979  | 1989  | 2000  | 2011  | 2021  |
| ---- | ---- | ----- | ----- | ----- | ----- | ----- | ----- |
| Чел. | 142  | ↘ 126 | ↗ 139 | ↘ 105 | ↗ 131 | ↗ 250 | ↗ 310 |

## История
В источниках 1796 года упоминается Lemetz (деревня, скотоводческая мыза и корчма), 1826 года — Lemmötsa-Mois (мыза).
В XVIII веке на территории современной Лемматси была основана скотоводческая (позже побочная) мыза рыцарской мызы Карлова (нем. Karlowa, эст. Karlova mõis), построенной в Дерпте бароном Карлом фон Крюденером (Carl Gustav von Krüdener), — мыза Руэнталь (нем. Ruhenthal, в переводе «Мирная долина», также Лемец, Лемматси (эст. Lemmatsi mõis)). В начале 1920-х годов, в ходе земельной реформы, на землях мызы возникло поселение Лемматси, в 1977 году получившее официальный статус деревни.
В 1977 году, в период кампании по укрупнению деревень, с Лемматси была объединена часть деревни Варику (эст. Variku). Иногда именем Лемматси называют местность в Тарту, между улицей Аардла и железной дорогой, где проходит улица Лемматси (эст. Lemmatsi tänav).
В советское время деревня находилась на землях Юленурмеского учебно-опытного хозяйства, общий земельный фонд которого в 1978 году составлял 9,7 тысяч гектаров, средняя численность работников — 819 человек.
Непосредственная близость Тарту позволяет жителям деревни Лемматси пользоваться всеми объектами инфраструктуры уездного центра.
В Лемматси находится трасса для внедорожных гонок «Tartu RC Track».
На границе деревни Лемматси и посёлка Ряни, у шоссе Тарту — Валга, в 1964 году был установлен памятник узникам Тартуского концлагеря, расстрелянным фашистами в противотанковом рву Лемматси. На памятнике выбиты даты «1941—1944», перед ним на земле лежит небольшая плита с надписью на эстонском и русском языках «Люди, будьте бдительны! Здесь фашисты замучили 12000 человек». Авторы памятника — скульптор Эльмар Ребане, архитектор Вяйно Тамм. В протоколе рабочей группы по советским памятникам при Госканцелярии Эстонии от 30 ноября 2022 года памятник записан как «Памятник противотанковой линии Ялака» и признан т. н. «нейтральным», т. е. не подлежащем демонтажу или замене (см. Список советских военных памятников Эстонии).